# Acanthemblemaria
Acanthemblemaria – rodzaj morskich ryb z rodziny Chaenopsidae.

## Występowanie
Zachodni Atlantyk, wschodni Pacyfik

## Klasyfikacja
Gatunki zaliczane do tego rodzaju:
| - Acanthemblemaria aspera - Acanthemblemaria atrata - Acanthemblemaria balanorum - Acanthemblemaria betinensis - Acanthemblemaria castroi - Acanthemblemaria chaplini - Acanthemblemaria crockeri - Acanthemblemaria exilispinus - Acanthemblemaria greenfieldi - Acanthemblemaria hancocki - Acanthemblemaria harpeza | - Acanthemblemaria hastingsi - Acanthemblemaria johnsoni - Acanthemblemaria macrospilus - Acanthemblemaria mangognatha - Acanthemblemaria maria - Acanthemblemaria medusa - Acanthemblemaria paula - Acanthemblemaria rivasi - Acanthemblemaria spinosa - Acanthemblemaria stephensi |

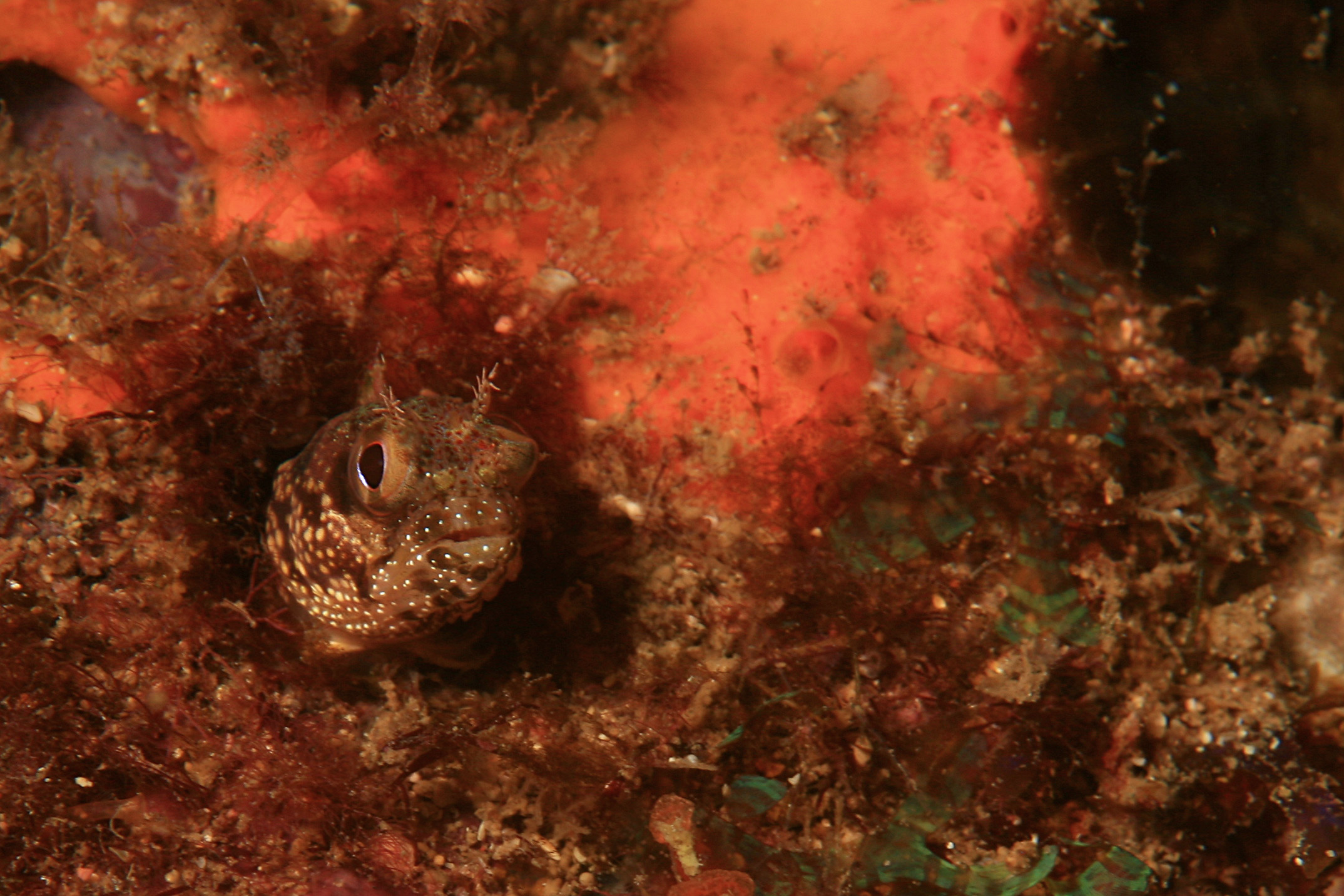
Acanthemblemaria exilispinus
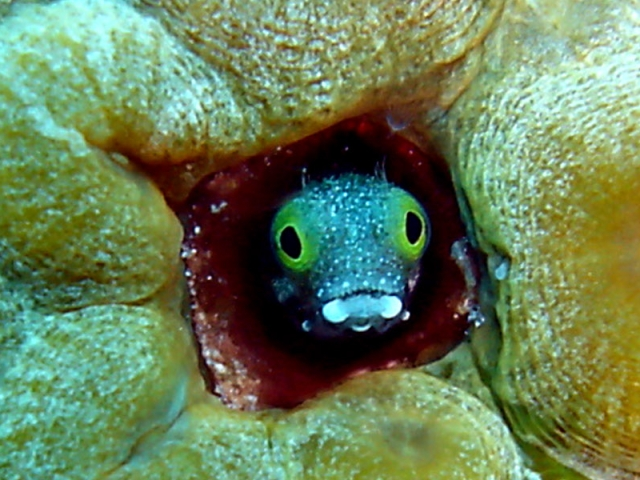
Acanthemblemaria maria
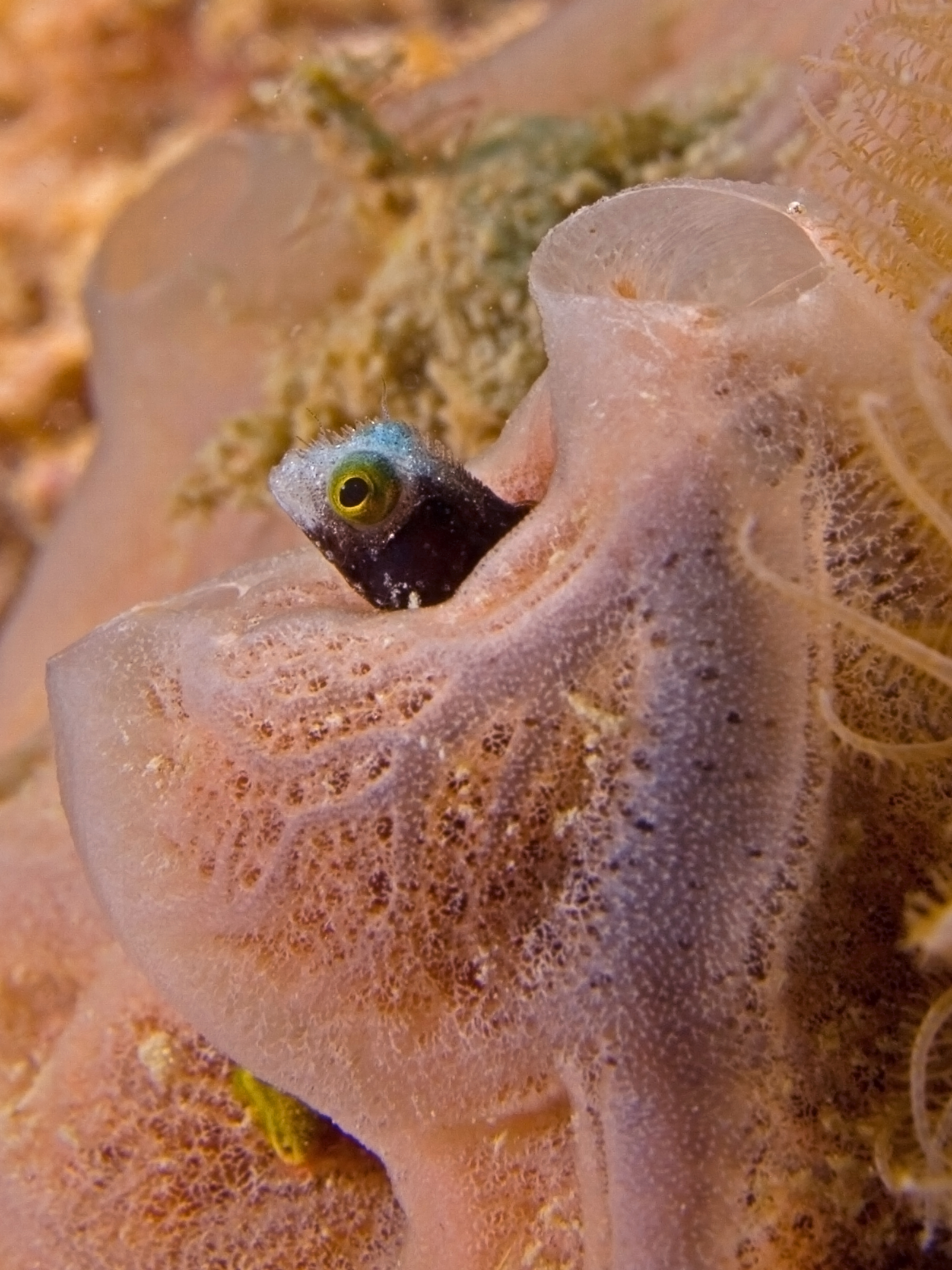
Acanthemblemaria spinosa